# Ginnanamane, Belur
Ginnanamane là một làng thuộc tehsil Belur, huyện Hassan, bang Karnataka, Ấn Độ.